# Aruküla jõgi
Aruküla jõgi är ett vattendrag i Estland. Den är 30 km lång och är en östligt vänsterbiflöde till Pärnu. Källan ligger vid byn Imavere i Järva kommun i landskapet Järvamaa. Den sammanflödar med Pärnu vid byn Rae i Põhja-Pärnumaa kommun i landskapet Pärnumaa.